# Иероним (Визерский)
Архимандрит Иероним (в миру Игнатий Визерский; 1769—1837) — архимандрит, настоятель Свияжского Успенского мужского монастыря Казанской епархии Русской православной церкви.
Игнатий Визерский родился в 1769 году в семье священника Козловского полка Русской императорской армии. Первоначальное образование получил в каневских польских школах, затем перешел в Киевскую духовную академию.
По окончании академического курса Иероним (Визерский) был назначен учителем философии в Волынскую духовную семинарию и здесь в 1808 году принял монашество с именем Иероним. Он был для своего времени выдающимся знатоком языков.
В 1809 году Иероним Визерский получил настоятельство в Загаецком Святого Иоанна Милостивого монастыре; через некоторое время был посвящён в архимандрита и назначен ректором Волынской духовной семинарии.
В 1823 году он был переведен на ту же должность в Черниговскую духовную семинарию и назначен настоятелем черниговского Елецкого Успенского монастыря. Управляя черниговским Елецким монастырём, привёл его в отличное во всех отношениях состояние.
20 ноября 1828 года Иероним был вызван в Санкт-Петербург на чреду священнослужения и проповеди Слова Божия; 31 января назначен настоятелем Свияжского Успенского мужского монастыря Казанской епархии, в котором и скончался в 1837 году.